# توم روته
توم روته (بالألمانية: Tom Rothe)‏ هو لاعب كرة قدم ألماني في مركز الدفاع، ولد في 29 أكتوبر 2004 في رندسبورغ في ألمانيا.

## وصلات خارجية
- توم روته على موقع الاتحاد الأوربي (الإنجليزية)
- توم روته على موقع قاعدة بيانات كرة القدم.إي يو (الإنجليزية)
- توم روته على موقع Soccerbase.com (لاعب) (الإنجليزية)
- توم روته على موقع Soccerway.com (الإنجليزية)
- توم روته على موقع عالم كرة القدم.نت (الإنجليزية)